# 15 років незалежності України (срібна монета)
«15 ро́ків незале́жності Украї́ни» — срібна ювілейна монета номіналом 20 гривень, випущена Національним банком України, присвячена 15-й річниці прийняття Верховною Радою України 24 серпня 1991 року Акта про незалежність України.
Монету введено в обіг 18 серпня 2006 року. Вона належить до серії «Відродження української державності».

## Опис монети та характеристики
| Номінал грн. | Метал            | Маса, г      | Діаметр, мм | Якість виготовлення | Гурт                 | Тираж, штук |
| ------------ | ---------------- | ------------ | ----------- | ------------------- | -------------------- | ----------- |
| 20           | срібло 925 проби | 62,2 / 67,24 | 50,0        | пруф                | секторальне рифлення | 7 000       |

### Аверс
На аверсі в намистовому колі зображено композицію, що втілює ідею соборності України: малий Державний Герб України в оточенні рослинного орнаменту підтримують лев та козак з мушкетом, і кругові написи: «НАЦІОНАЛЬНИЙ/ БАНК/ УКРАЇНИ/ 20/ ГРИВЕНЬ/ 2006/», а також позначення металу та його проби «Ag 925», маса в чистоті — «62,2» г, логотип Монетного двору Національного банку України.

### Реверс

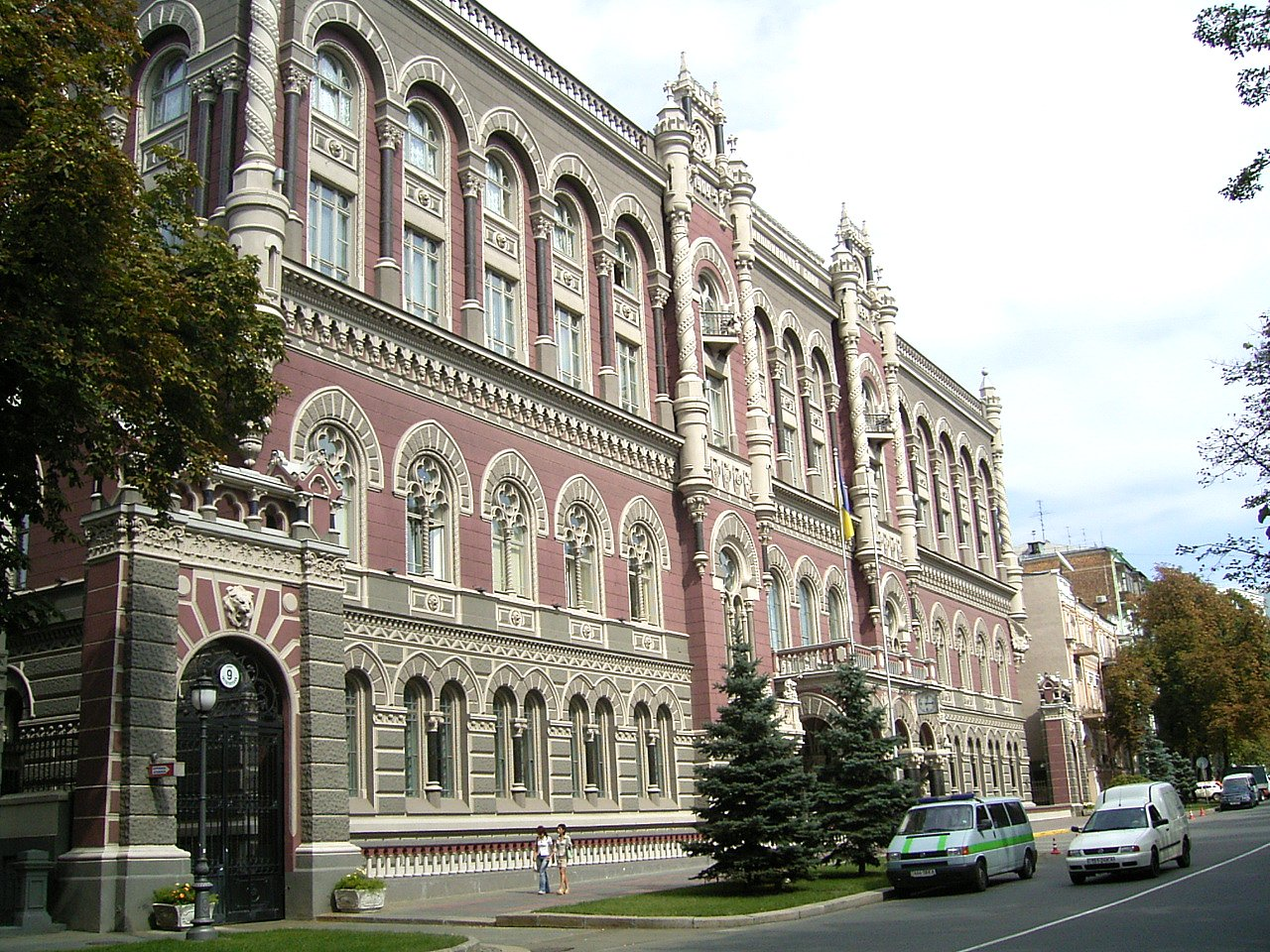
Будівля Національного банку України

На реверсі монети в намистовому колі на тлі карти України зображено будівлю Верховної Ради України та кругові написи: «УКРАЇНА/ 15 РОКІВ НЕЗАЛЕЖНОСТІ.».

## Автори
- Художники: Івахненко Олександр, Дем'яненко Володимир, Іваненко Святослав.
- Скульптори: Дем'яненко Володимир, Іваненко Святослав.

## Вартість монети
Ціна монети — 1373 гривні була вказана на сайті Національного банку України у 2016 році.
Фактична приблизна вартість монети, з роками змінювалася так:
| Рік        | 2010 | 2011 | 2012  | 2013  | 2014  | 2015  | 2016  | 2017  | 2018  | 2019  | 2020  | 2021  | 2022  | 2023  | 2024  | 2025  |
| ---------- | ---- | ---- | ----- | ----- | ----- | ----- | ----- | ----- | ----- | ----- | ----- | ----- | ----- | ----- | ----- | ----- |
| Ціна, грн. | 600  | 600  | 1 000 | 1 000 | 1 000 | 1 400 | 1 400 | 1 450 | 2 000 | 1 800 | 1 750 | 3 200 | 3 500 | 3 900 | 7 500 | 7 600 |